# Green Gas

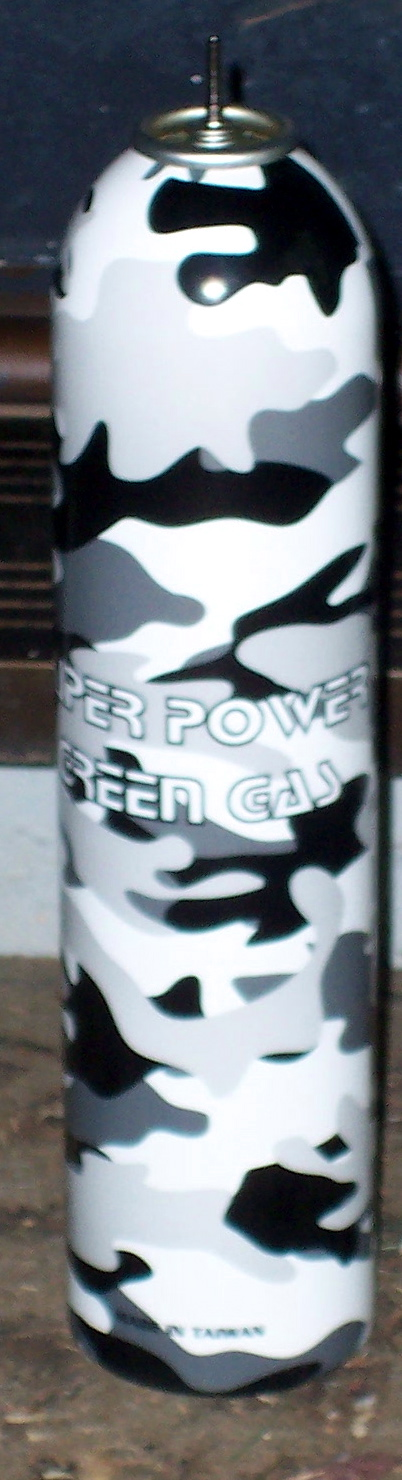
Egy flakon green gas

A green gas az Airsoft fegyverek működtetésére használt gáz. Az ilyen fegyvereket gázos fegyvereknek vagy röviden ASG-nek nevezzük.  Használatuk egyszerű, de hőmérsékletfüggő. 10 és 30 Celsius-fok között használhatók. A gázt a fegyver tárjába töltjük, majd hajtógázként kiröpíti a golyókat. Egy töltéssel körülbelül 2-3 tár BB lövedék lőhető ki.
A green gas összetétele propán és szilikon.